# Skrkovo
Skrkovo är ett berg i Nordmakedonien.   Det ligger i kommunen Bitola, i den sydvästra delen av landet, 120 kilometer söder om huvudstaden Skopje. Toppen på Skrkovo är 1 849 meter över havet.